# امیلیو سالگاری
امیلیو سالگاری (ایتالیایی: Emilio Salgari؛ تلفظ ایتالیایی: [eˈmi:ljo salˈɡa:ri]؛ ۲۱ اوت ۱۸۶۲ – ۲۵ آوریل ۱۹۱۱) یک روزنامه‌نگار، نویسنده، رمان‌نویس اهل پادشاهی ایتالیا بود.
او یکی از پیشگامان سبک علمی–تخیلی ایتالیایی و نویسنده ماجراهای شمشیربه‌دستان در داستان‌های خود است. آثار او در ایتالیا بیشتر از آثار دانته آلیگیری خوانده شده‌است. وی را پدر رمان‌های ماجراجویانهٔ ایتالیا، فرهنگ عامه ایتالیایی و همچنین پدربزرگ وسترن اسپاگتی می‌دانند.
از فیلم‌ها یا مجموعه‌های تلویزیونی که وی در آن‌ها نقش داشته‌است می‌توان به کابیریا اشاره نمود.